# 갈레트

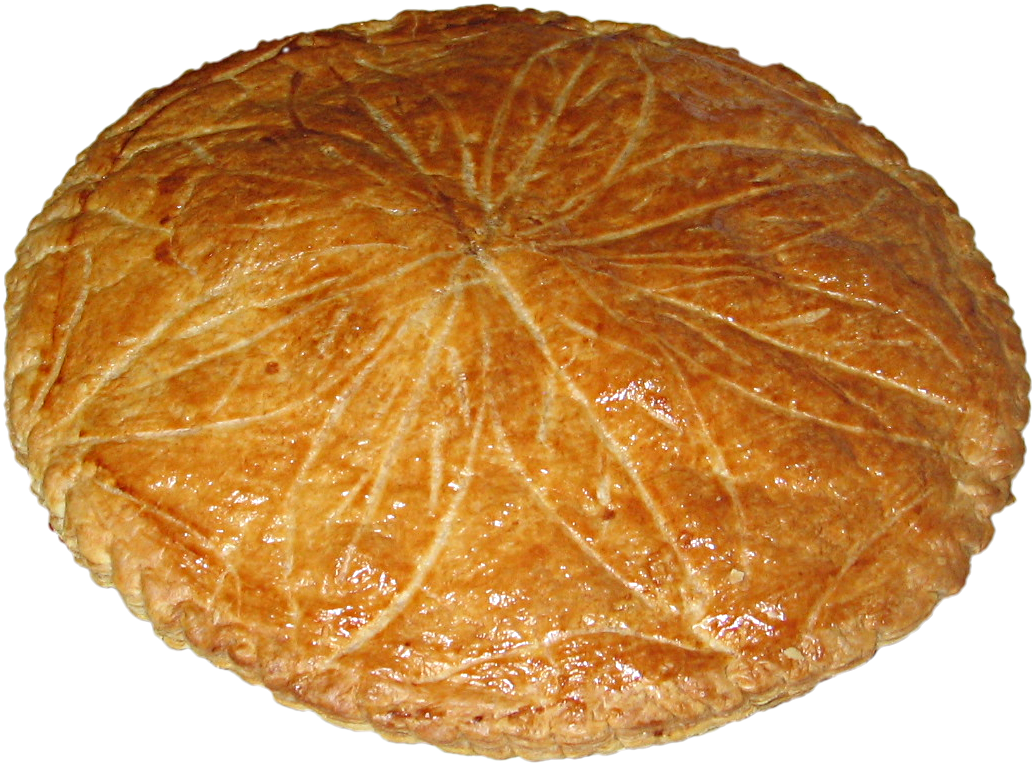

갈레트(Galette)는 평평하고 둥글거나 자유 형태의 딱딱한 케이크를 프랑스 요리의 용어이다. 평평한 케이크를 의미하는 노르만어 낱말 gale에서 비롯된 단어이다. 브레톤 갈레트(Breton galette, 프랑스어: Galette bretonne)의 경우 메밀가루로 만든 팬케이크이다. 갈레트 케이크 유형 중 저명한 것으로는 주현절에 먹는 왕 케이크(galette des Rois)가 있다. 프랑스계 캐나다에서 갈레트라는 용어는 큰 쿠기를 기술하는 패스트리에 적용되는 것이 일반적이다.

## 같이 보기
- 팬케이크 목록